# Jagoczany
Jagoczany (Duits: Jagotschen; 1938-1945: Gleisgarben) is een dorp in de Poolse Woiwodschap Ermland-Mazurië, in het district Goldapski. De plaats maakt deel uit van de landgemeente Banie Mazurskie en telt 110 inwoners.
Zij ligt 10 kilometer ten noordoosten van Banie Mazurskie, 11 kilometer ten westen van Goldap en 123 kilometer ten noordoosten van Olsztyn. De grens met Rusland (oblast Kaliningrad) ligt op 4 kilometer.